# هيو برنارد
هيو برنارد (14 سبتمبر 1996 بكانتربيري في المملكة المتحدة - ) (بالإنجليزية: Hugh Bernard)‏ هو لاعب كريكت بريطاني. لعب مع Kent County Cricket Club ‏.

## وصلات خارجية
- هيو برنارد على موقع إي آس بي آن كريك إنفو (الإنجليزية)